# Églises blanches

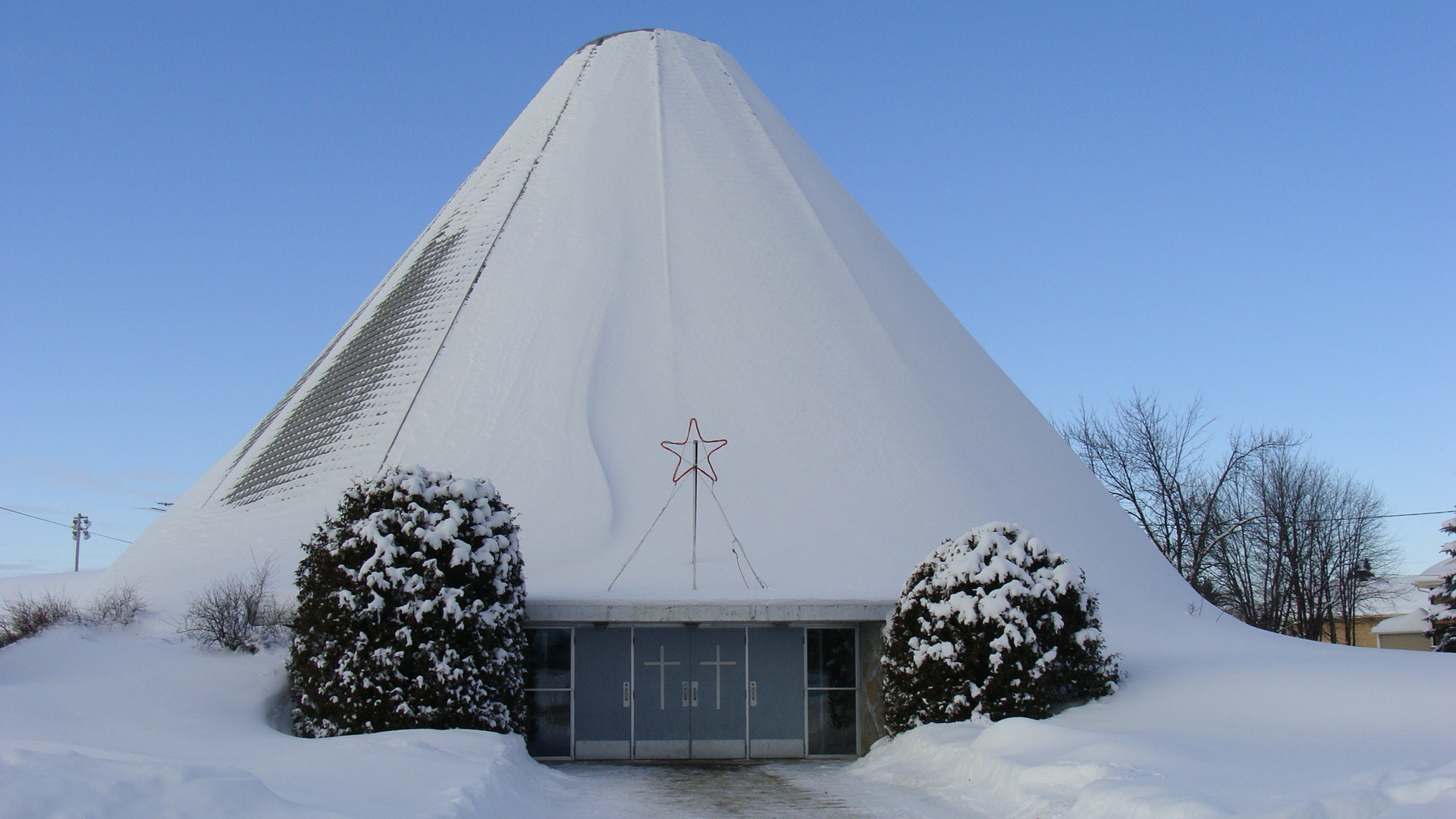
Église de Saint-David-de-Falardeau

Les églises blanches ou églises blanches du Saguenay est un courant mineur de l'architecture religieuse nord-américaine des années 1950 et 1960. Ce style particulier initié par les architectes Paul-Marie Côté et Jacques Coutu, basés à Chicoutimi, est à l'origine de l'implantation du modernisme, notamment le brutalisme et l'expressionnisme formel, dans l'architecture religieuse en Amérique du Nord. Ces églises sont principalement concentrée dans la région du Saguenay, au Québec (Canada). On en retrouve également quelques-unes au Lac Saint-Jean, à Chibougamau ainsi que dans la région de Québec.

## Liste deséglises blanches

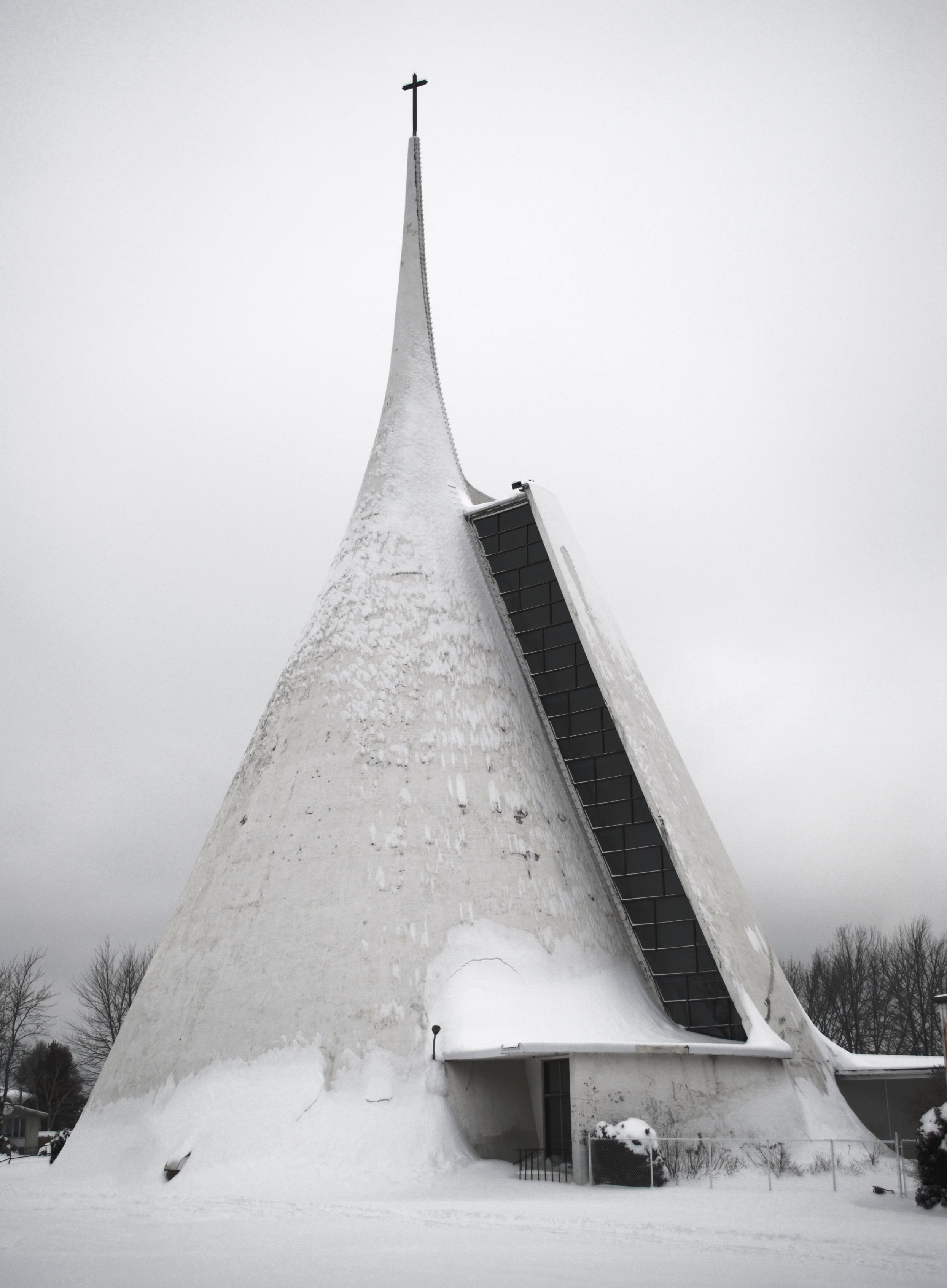
Église Notre-Dame-de-Fatima
de Jonquière

| Églises                  | Année(s) de construction | Architecte(s)    | Ville                 |
| Saint-Marc-de-Bagotville | 1955-1956                | Paul-Marie Côté  | La Baie (Saguenay)    |
| Saint-Raphaël            | 1959-1960                | Evans St-Gelais  | Jonquière (Saguenay)  |
| Saint-Gérard-Majella     | 1960                     | Evans St-Gelais  | Larouche              |
| Notre-Dame-de-Fatima     | 1962-1963                | Paul-Marie Côté  | Jonquière (Saguenay)  |
| Sainte-Claire            | 1962-1963                | Jacques Coutu    | Chicoutimi (Saguenay) |
| Saint-Philippe           | 1963-1964                | Paul-Marie Côté  | Jonquière (Saguenay)  |
| Saint-Mathias            | 1964-1965                | Jacques Coutu    | Jonquière (Saguenay)  |
| Saint-Luc                | 1963-1964                | Jacques Coutu    | Chicoutimi (Saguenay) |
| Notre-Dame-Immaculée     | 1966-1967                | Fernand Tremblay | Roberval              |
| Sainte-Cécile            | 1968-1969                | Evans St-Gelais  | Charlesbourg (Québec) |